# Dagmar Pohlmann
Dagmar Pohlmann (* 7. Februar 1972 in Frankfurt am Main) ist eine ehemalige deutsche Fußballspielerin. Mit der Nationalmannschaft wurde sie 1995 Europameisterin.

## Karriere
Die 178 cm große Pohlmann spielte – wie ihre Zwillingsschwester Kerstin – während ihrer gesamten Karriere von 1988 bis 1996 für den FSV Frankfurt. Sie wurde in der Abwehr und im Mittelfeld eingesetzt. Mit dem FSV gewann sie viermal den DFB-Pokal und wurde 1995 Deutscher Meister. Sie gewann mit der A-Nationalmannschaft die Europameisterschaft 1995 und wurde – wie ihre Mitspielerinnen – mit dem Silbernen Lorbeerblatt ausgezeichnet. Pohlmann bestritt für die A-Nationalmannschaft insgesamt 37 Länderspiele, in denen sie vier Tore erzielte.

## Erfolge
- Europameister 1995
- Deutscher Meister 1995
- DFB-Pokalsieger 1990, 1992, 1995, 1996
- DFB-Supercup-Sieger 1995